# ゲゲゲの鬼太郎 妖怪大運動会
ゲゲゲの鬼太郎 妖怪大運動会（げげげのきたろう ようかいだいうんどうかい）は、2007年11月22日にバンダイナムコゲームスのバンダイレーベルより発売されたWii用のゲームソフトである。

## 解説
2007年より放送が始まった『ゲゲゲの鬼太郎 第5シリーズ』のキャラクターゲームであり、キャラクターデザインや声優もアニメ版と共通となっている。
夜の墓場で妖怪たちが繰り広げる運動会をテーマとしたミニゲーム集で、4人までの同時プレイが可能。

## 登場キャラクター
選手
- ゲゲゲの鬼太郎（声：高山みなみ）
- ニャニャニャの猫娘（声：今野宏美）
- ビビビのねずみ男（声：高木渉）
- アパート世話人砂かけ婆（声：山本圭子）
- だだこね子泣き爺（声：龍田直樹）
- 男！一反木綿（声：八奈見乗児）

進行役
- 目玉おやじ（声：田の中勇）

隠しキャラ
- ぬらりひょん（声：青野武）

## ひとりで運動会
岩石サッカー系
- 妖怪フリーキックその1
- 妖怪フリーキックその2
- 岩石ボウリングその1
- 岩石ボウリングその2
- 岩石サッカー対決！

鬼火打ち合戦系
- 妖怪レシーブ
- 妖怪スマッシュ
- 鬼火ラリー
- 鬼火まとあて
- 鬼火打ち対決！

大達磨転がし系
- いそげ大達磨！その1
- いそげ大達磨！その2
- 巨大達磨転がし
- 大達磨カーリング
- 大達磨対決！

妖能力バトル系
- 小手しらべバトル

- 乱戦バトル

- 勾玉バトル

- 雪入道落とし

- 妖能力対決！

墓場障害物競走系
- 勾玉集め　青
- 粉骨20
- 勾玉集め　黄
- 勾玉運び！
- 障害物対決！

境内半町競走系
- スタートダッシュ！
- タイムアタックその1
- タイムアタックその2
- 境内「一町」競走
- 半町対決！

ガマ投げ合戦系
- ガマ投げ大遠投その1
- 巨大ガマ投げ！
- ガマ投げ大遠投その2
- 島へ…
- ガマ投げ対決！

## 競技
- 墓場障害物競走

墓場内のコースに設置されたさまざまな障害を避けつつゴールを目指す。
- 岩石サッカー

巨大な岩石を使った2対2のサッカー。
- 鬼火打ち合戦

鬼火をボール代わりに羽子板で打ち返す2対2のテニス。
- 境内半町競争

神社の境内半町（50メートル強）をとにかく早く走る。
- 大達磨転がし

身長の2倍ほどの達磨を転がす2対2の競争。
- ガマ投げ合戦

人間ほどの巨大なガマ蛙を使ったハンマー投げ。
- 妖能力バトル

妖怪たちによるバトルロイヤルで、一定時間内にステージから落ちた回数が少ない方が勝ち。攻撃はグー・チョキ・パーの3すくみ状態で相性がある。

## 妖怪パズル
妖怪退治
水虎

がしゃどくろ

夜叉

海座頭

沼御前

のびあがり

朱の盆

雪入道

蟹坊主

ぬらりひょん